# Espaço de Banach
Em matemática, um espaço de Banach, é um espaço vectorial normado completo. Deve seu nome ao matemático polaco Stefan Banach (1892–1945), o qual contribuiu para a teoria das séries ortogonais e inovações na teoria de medida e integração, sendo a sua contribuição mais importante na análise funcional.

## Definições preliminares

### Espaços métricos
Sejam {\displaystyle M} um conjunto não-vazio e {\displaystyle d} uma métrica em {\displaystyle M}, dizemos que o par ({\displaystyle M}, {\displaystyle d}) é um espaço métrico.

### Espaço vetorial normado
Seja {\displaystyle E} um espaço vetorial sobre um corpo e {\displaystyle \|.\|} uma norma de {\displaystyle E}. O par ({\displaystyle E}, {\displaystyle \|.\|} ) é um espaço vetorial normado.
- Um espaço normado ({\displaystyle E}, {\displaystyle \|.\|}) pode ser considerado um espaço métrico ({\displaystyle E}, {\displaystyle d}), basta definir a seguinte métrica

{\displaystyle d(x,y)=\|x-y\|}, para todo {\displaystyle \ x,\ y\in E}.
De fato, os axiomas da métrica são satisfeitos. Assim, para todo {\displaystyle \ x,\ y,\ z\in E}, resulta:
- {\displaystyle d(x,x)=\|x-x\|=\|0\|=0};
- Se {\displaystyle x\neq y} e {\displaystyle x>y}, então {\displaystyle \|x-y\|=x-y>0}, {\displaystyle d(x,y)>0}.

Para o caso de {\displaystyle x<y}, temos: {\displaystyle \|x-y\|=-(x-y)=y-x>0};
- {\displaystyle d(x,y)=\|x-y\|=\|(-1)(y-x)\|=|-1|.\|y-x\|=|1|.\|y-x\|=\|y-x\|=d(y,x)};
- {\displaystyle d(x,z)=\|x-z\|=\|x+(-y+y)-z\|=\|(x-y)+(y-z)\|\leq \|x-y\|+\|y-z\|}.

Assim, todo espaço normado ({\displaystyle E}, {\displaystyle \|.\|}) é um espaço métrico ({\displaystyle E}, {\displaystyle d}), com {\displaystyle d} sendo a métrica induzida pela norma {\displaystyle \|.\|}. De modo particular, todo espaço normado é um espaço topológico.
- É possível mostrar também que se {\displaystyle E} é um espaço vetorial sobre os reais, munido de uma métrica {\displaystyle d}, essa métrica é induzida por uma norma se, e somente se, satisfaz:
  1. {\textstyle d(\lambda x,\lambda y)=\vert \lambda \vert d(x,y),\;\forall \lambda \in \mathbb {R} ;\;\forall x,y\in E;}
  2. {\displaystyle d(x+z,y+z)=d(x,y),\;\forall x,y,z\in E.}

### Sequência de Cauchy
Uma sequência {\displaystyle (x_{n})} em um espaço métrico {\displaystyle M} chama-se uma sequência de Cauchy quando, para todo {\displaystyle \epsilon >0} dado, existe {\displaystyle n_{0}\in \mathbb {N} } tal que {\displaystyle m,n>n_{0}} implica {\displaystyle d(x_{m},x_{n})<\epsilon }.
Intuitivamente, à medida que o índice {\displaystyle n} cresce, os termos da sequência de Cauchy se tornam mais próximos.
- Toda sequência convergente é de Cauchy.
- Toda sequência de Cauchy é limitada.

### Espaços métricos completos
Um espaço métrico {\displaystyle M} é completo quando toda sequência de Cauchy em {\displaystyle M} é convergente em {\displaystyle M}.
- Para mostrar que um espaço métrico {\displaystyle M} não é completo, basta mostrar que existe uma sequência de Cauchy em {\displaystyle M} que não seja convergente.
- O espaço métrico {\displaystyle \mathbb {Q} } não é completo. Basta tomar uma sequência de números racionais {\displaystyle (x_{n})} convergindo para um número irracional {\displaystyle a}. Por exemplo, {\displaystyle x_{1}=1;x_{2}=1,4;x_{3}=1,41;x_{4}=1,414...,} com {\displaystyle \lim x_{n}={\sqrt {2}}}. Assim, {\displaystyle (x_{n})} é uma sequência de Cauchy no espaço métrico {\displaystyle \mathbb {Q} }, mas não é convergente em {\displaystyle \mathbb {Q} }.

## Definição
Um espaço vectorial normado {\displaystyle E} é chamado espaço de Banach quando for um espaço métrico completo, ou seja, se toda sequência de Cauchy em {\displaystyle E} é convergente em {\displaystyle E}.
Quando queremos mostrar que um espaço é normado, a principal dificuldade ocorre em se demonstrar a desigualdade triangular. Há algumas desigualdades que nos auxiliam bastante neste processo:

### Desigualdade de Young
Dados {\displaystyle a,b\in \mathbb {R} ,\;p,q\in (1,+\infty )} tais que {\displaystyle a,b>0{\text{ e }}{\frac {1}{p}}+{\frac {1}{q}}=1} (dizemos que {\displaystyle p{\text{ e }}q} são conjugados de Hölder)¨, vale a desigualdade:
{\displaystyle ab\leqslant {\frac {a^{p}}{p}}+{\frac {b^{q}}{q}}.}

### Desigualdade de Hölder
Dados {\displaystyle x=(x_{1},x_{2},\cdots ,x_{n}),\;y=(y_{1},y_{2},\cdots ,y_{n})\in \mathbb {R} ^{n},\;p,q\in (1,+\infty )} conjugados de Hölder, vale a desigualdade:
{\displaystyle \sum _{i=1}^{n}\vert x_{i}y_{i}\vert \leqslant \left(\sum _{i=1}^{n}\vert x_{i}\vert ^{p}\right)^{\frac {1}{p}}\left(\sum _{i=1}^{n}\vert y_{i}\vert ^{q}\right)^{\frac {1}{q}}.}
Se definimos um produto coordenada a coordenada em {\displaystyle \mathbb {R} ^{n}} da forma {\displaystyle xy=(x_{1}y_{1},x_{2}y_{2},\cdots ,x_{n}y_{n})}, podemos reescrever a desigualdade como:
{\displaystyle \Vert xy\Vert _{1}\leqslant \Vert x\Vert _{p}\Vert y\Vert _{q}.}

### Desigualdade de Minkowski
Dados {\displaystyle x,y\in \mathbb {R} ^{n}{\text{ e }}p\in (1,+\infty )}, vale a desigualdade:
{\displaystyle \Vert x+y\Vert _{p}\leqslant \Vert x\Vert _{p}+\Vert y\Vert _{p}.}

## Propriedades
1. Se {\displaystyle X} é espaço vetorial normado, e {\displaystyle Y\subseteq X} é subespaço vetorial, então {\displaystyle Y} é um espaço vetorial normado, com norma herdada do espaço {\displaystyle X}.
2. Se {\displaystyle X} é espaço de Banach e {\displaystyle Y\subseteq X} é subespaço vetorial, então {\displaystyle Y} é espaço de Banach se, e somente se, {\displaystyle Y} é fechado em {\displaystyle X}.
3. Para todo espaço vetorial normado {\displaystyle X}, é possível estender a norma de forma que o completamento de {\displaystyle X}, denotado {\displaystyle {\widetilde {X}}}, seja espaço vetorial normado completo, ou seja, {\displaystyle {\widetilde {X}}} é espaço de Banach.

## Exemplos
- Os números reais e os números complexos são espaços de Banach onde a norma é o próprio valor absoluto.
- Qualquer espaço de Hilbert é um espaço de Banach.
- O espaço das funções contínuas reais definidas no intervalo {\displaystyle [0,1]\,} é um espaço de Banach com a norma do supremo:

{\displaystyle \|f\|=\sup _{x\in [0,1]}|f(x)|\,.}
Toda função contínua é limitada num compacto, portanto a norma está bem definida. Os axiomas da norma são facilmente verificados. Ainda, convergência nesta norma é equivalente à convergência uniforme. Como convergência uniforme preserva continuidade, o espaço é completo.
- Nos espaços euclidianos {\displaystyle \mathbb {R} ^{n}}, existem várias normas a se considerar que o tornam espaço de Banach:
  - {\displaystyle (\mathbb {R} ^{n},\Vert \cdot \Vert _{2})}, sendo {\displaystyle \Vert x\Vert _{2}={\sqrt {x_{1}^{2}+x_{2}^{2}+\cdots +x_{n}^{2}}}=\left(\sum _{i=1}^{n}x_{i}^{2}\right)^{\frac {1}{2}}} a norma euclidiana usual.
  - {\displaystyle (\mathbb {R} ^{n},\Vert \cdot \Vert _{p})}, definindo, para {\displaystyle p\in [1,+\infty )}, a norma {\displaystyle \Vert x\Vert _{p}=\left(\sum _{i=1}^{n}\vert x_{i}\vert ^{p}\right)^{\frac {1}{p}}}.

### Os espaçosℓp{\displaystyle \ell ^{p}}
Vendo que os espaços {\displaystyle \mathbb {R} ^{n}} das n-uplas de números reais são espaços de Banach, queremos estender a definição de norma nesses espaços para o conjunto das sequências a fim de torná-las também em espaços de Banach.
Tomemos então {\displaystyle p\in [1,+\infty )}, e definamos o conjunto
{\displaystyle \ell ^{p}=\left\{x=(x_{i})_{i\in \mathbb {N} }\in \mathbb {R} ^{\mathbb {N} }\left|\;\sum _{i=1}^{\infty }\vert x_{i}\vert ^{p}<+\infty \right.\right\}}, munido das operações de soma e produto por escalar coordenada a coordenada.
Podemos verificar que esse espaço é de fato um espaço vetorial com essas operações, e definindo a norma
{\displaystyle \Vert \cdot \Vert _{p}=\left(\sum _{i=1}^{\infty }\vert x_{i}\vert ^{p}\right)^{\frac {1}{p}}}
é possível verificar que {\displaystyle (\ell ^{p},\Vert \cdot \Vert _{p})} é um espaço de Banach.

### O espaçoℓ∞{\displaystyle \ell ^{\infty }}e seus subespaços
Tomando novamente o espaço das sequências de números reais, definindo
{\displaystyle \ell ^{\infty }=\left\{x=(x_{i})_{i\in \mathbb {N} }\in \mathbb {R} ^{\mathbb {N} }:(x_{i})_{i\in \mathbb {N} }{\text{ é limitada }}\right\}}
e tomando a norma {\displaystyle \Vert x\Vert _{\infty }=\sup _{i\in \mathbb {N} }\vert x_{i}\vert }, temos que {\displaystyle (\ell ^{\infty },\Vert \cdot \Vert _{\infty })} é espaço de Banach.
Definindo os subconjuntos de {\displaystyle \ell ^{\infty }}
{\displaystyle c=\{x\in \ell ^{\infty }:x{\text{ é convergente}}\}};
{\displaystyle c_{0}=\{x\in \ell ^{\infty }:x{\text{ é convergente a }}0\}};
{\displaystyle c_{00}=\{x\in \ell ^{\infty }:x{\text{ é eventualmente nula}}\}}.
Vemos que {\displaystyle c_{00}\subseteq c_{0}\subseteq c\subseteq \ell ^{\infty }}, sendo cada um deles subespaço do espaço que o contém. Desses espaços, {\displaystyle c} e {\displaystyle c_{0}} são espaços de Banach, com a norma herdada de {\displaystyle \ell ^{\infty }}.
O espaço vetorial normado {\displaystyle c_{00}} não é de Banach, pois não é completo. De fato, tome a sequência em {\displaystyle c_{00}}:
- {\displaystyle x_{1}=(1,0,0,0,\cdots )}
- {\displaystyle x_{2}=\left(1,{\frac {1}{2}},0,0,\cdots \right)}
- {\displaystyle x_{3}=\left(1,{\frac {1}{2}},{\frac {1}{3}},0,0,\cdots \right)}
- {\displaystyle \vdots }
- {\displaystyle x_{k}=\left(1,{\frac {1}{2}},\cdots ,{\frac {1}{k}},0,0,\cdots \right)}.

Verificamos que {\displaystyle (x_{k})_{k\in \mathbb {N} }} é convergente a {\displaystyle x=\left(1,{\frac {1}{2}},{\frac {1}{3}},\cdots ,{\frac {1}{k}},{\frac {1}{k+1}},\cdots \right)\in \ell ^{\infty }}, mas {\displaystyle x\notin c_{00}}.

### Espaço da transformações lineares entre espaços normados
Dados espaços normados {\displaystyle X,Y}, uma transformação {\displaystyle T:X\to Y} é:
- linear, se {\displaystyle T(\lambda x_{1}+x_{2})=\lambda T(x_{1})+T(x_{2}),\;\forall \lambda \in \mathbb {R} ,\;\forall x_{1},x_{2}\in X.}
- contínua em {\displaystyle x_{0}}, se {\displaystyle \forall (x_{n})_{n\in \mathbb {N} }{\text{ em }}X,{\text{ com }}x_{n}{\underset {n\to \infty }{\longrightarrow }}\;x_{0},{\text{ temos que }}T(x_{n}){\underset {n\to \infty }{\longrightarrow }}\;T(x_{0})}.
- contínua, se {\displaystyle T} for contínua em todo {\displaystyle x_{0}\in X}.
- limitada, se {\displaystyle \exists \;C>0{\text{ tal que }}\Vert T(x)\Vert \leq C\Vert x\Vert ,\;\forall x\in X.}

É possível mostrar que são equivalentes:
1. {\displaystyle T} é contínua.
2. {\displaystyle T} é contínua no {\displaystyle 0_{X}}.
3. {\displaystyle T} é limitada.
4. {\displaystyle T} leva conjuntos limitados em conjuntos limitados.

Definindo o conjunto {\displaystyle {\mathcal {L}}(X,Y)=\{T:x\to Y\;\vert \;T{\text{ linear e limitada}}\}} e a norma {\displaystyle \Vert T\Vert =\sup _{x\in B_{X}}\Vert T(x)\Vert }, onde {\displaystyle B_{X}=\{x\in X:\Vert x\Vert \leq 1\}}, {\displaystyle ({\mathcal {L}}(X,Y),\Vert \cdot \Vert )} é um espaço de Banach, contanto que {\displaystyle Y} seja de Banach.